# Johann Jacob Schramm
Johann Jacob Schramm (* 18. Januar 1724 in Mülsen St. Jacob; † 7. Juni 1808 in Mülsen St. Niclas) war ein deutscher Orgelbauer.

## Leben
Johann Jacob Schramm wurde als Kind des Mahlmüllers Samuel Schramm und seiner Frau Susanna geboren und am 20. Januar 1724 getauft. Er erlernte den Beruf des Orgelbauers bei Johann Jacob Donati d. Ä. in Zwickau. Im Kirchenbuch von Mülsen steht geschrieben, dass Schramm bey Hn. Donat eine vollständige Ausbildung absolviert hat, die ihm einen ehrenvollen Lehrbrief einbrachte. Er soll auch bei Gottfried Silbermann gelernt haben und ihm künstlerisch nahegestanden haben; seine Instrumente besitzen jedoch eine individuelle Klangfarbe. Er bevorzugte eine engere Mensur (und damit einen neuartigen Klang) und neigte wie Donati zur gleichschwebend temperierten Stimmung. Ein Merkmal seiner Spezifikationen ist die Einbeziehung eines 1′ Flageolett auf dem Manual. Die Qualität seiner Arbeit zeigt sich in der soliden Konstruktion, der Verwendung ausgesuchter Materialien, der Leichtigkeit des Anschlags, der Wartungsfreundlichkeit, der scharfen Intonation und dem „frischen, silbrigen Klang mit geschmackvollen Nuancen“, der zwischen den Manualen gut ausgeglichen ist.
Nach dem Freitod des Orgelbauers Georg Eger aus Mülsen im Jahre 1750 übernahm 1755 Schramm dessen Werkstatt. Als bei der Reparatur der Orgel in Lichtentanne ein Brand ausbrach, verlor er sein gesamtes Handwerkszeug deren Werth sich auf einige hundert Taler belief.
Schramm heiratete in seinem 42. Lebensjahr in der Kirche zu Hirschfeld Caroline Wilhelmine Schimpfermann aus Lichtentanne, mit der er vier Töchter hatte.
Als sich 1767 die Kirchgemeinde Jonaswalde entschlossen hatte, eine Orgel anzuschaffen, unterbreitete Schramm dazu einen Vorschlag und ein Preisangebot über 450 Taler. Bei der Besichtigung forderte Schramm aber erst die Reparatur des Turmes, da dessen Balken bereits faulten. Schramm erhielt den Auftrag nicht; Johann Friedrich Faust aus Lengefeld baute dann 1772 eine Orgel ein.
1786 war Schramm kurzzeitig für die Instandhaltung der Trost-Orgel am Herzog-Hof in Altenburg zuständig. In dieser Zeit bezeugte er, daß Herr Krebs die Hof-Orgel mehr als väterlich liebt.
Als er den Bau der Orgel in der St. Niklaskirche in Mülsen am 24. Juni 1800 beendet hatte so verließen ihn die Geisteskräfte und er trat sozusagen in den Stand der Kindheit zurück.
Der Komponist und Kantor Christian Gotthilf Tag aus Hohenstein-Ernstthal examinierte die Orgel zu Mülsen und stellte dabei fest, dass sie gut und dauerhaft ist und schreibt am Schluss seines Gutachtens:
Überhaupt hat sich Herr Schramm bei diesem Bau in allen Stücken als ein Meister der Orgelbaukunst erwiesen, welches hierdurch attestiert.
Von den 10 bekannten Neubauten Schramms sind neben der Stangengrüner Orgel lediglich sein größtes Werk in Wechselburg und ein Orgelgehäuse in Mülsen St. Niclas erhalten.
Nach ihm wurde die Johann-Jacob-Schramm-Straße in Mülsen benannt.

## Werk
Die Größe der Instrumente wird in der fünften Spalte durch die Anzahl der Manuale und die Anzahl der klingenden Register in der sechsten Spalte angezeigt. Ein großes „P“ steht für ein selbstständiges Pedal, ein kleines „p“ für ein angehängtes Pedal. Eine Kursivierung zeigt an, dass die betreffende Orgel nicht mehr bzw. nur noch das Gehäuse erhalten ist.
| Jahr      | Ort                | Gebäude        | Bild\| | Manuale | Register | Bemerkungen                                                    |
| --------- | ------------------ | -------------- | ------ | ------- | -------- | -------------------------------------------------------------- |
| 1753–1754 | Mülsen             | St. Micheln    |        |         |          | [ 9 ]                                                          |
| 1756      | Neukirchen/Erzgeb. | Dorfkirche     |        | I/P     | 15       | 1932 durch neue Orgel ersetzt                                  |
| 1766–1769 | Stangengrün        | St. Marien     |        | I/P     | 17       | → Orgel → Orgel                                                |
| 1767      | Ernstthal          | St. Trinitatis |        | I/P     | 14       |                                                                |
| 1774–1781 | Wechselburg        | St. Otto       |        | II/P    | 26       | → Orgel, Orgel                                                 |
| 1787      | Burkhardtsdorf     | St. Michaelis  |        | I/P     | 16       |                                                                |
| 1796–1800 | Mülsen             | St. Niclas     |        | II/P    | 15       | Gehäuse erhalten, 1920 ersetzt durch neue Orgel von Schmeisser |